# Imperia (muzička grupa)
Imperia je simfonijski metal bend čiji zvuk je naročito prepoznatljiv po izuzetno snažnom i jedinstvenom vokalu Helene Mikelsen ranijeg vokala grupe Trejl ov tirs. Ona peva različitim stilovima od duboko emocionalnih balada do ekstremnih operetskih deonica, a sama muzika benda je vrlo živahna, bombastična i orkestrirana uz elemente čistog metala.
Prvo izdanje je bila obrada pesme "Lotus Eaters", rađena za potrebe tribjut albuma Dead Can Dance u proleće 2004. Leta iste godine snimaju svoj debitantski album "The Ancient Dance of Qetesh" koji je zbog propasti izdavačke kuće bio distribuiran samo u zemljama Beneluksa.
Godine 2005. bend snima još jedan album, ali za potrebe Heleninog projekta Angel i to pod nazivom "A Woman's Diary - Chapter I". 
Konačno početkom 2007. izlazi i dugo očekivani drugi album pod nazivom "Queen of Light" koji se opisuje kao prilično interesantan, s obzirom na bogatsvo različitih muzičkih pravaca kojima obiluje.
Bend se sastoji od članova koji su iz različitih zemalja: Norveške, Finske, Nemačke, Belgije i Holandije. 

## Članovi benda
- Helena Iren Mikelsen - vokali
- Stiv Volc - bubnjevi
- Džon Stam - gitara
- Geri Ferštreken - bas
- Jan "Erki" Irlund - gitara
- Audun Grenestad - orkestracije

## Diskografija
- (2004)
- (2007)
- (2011)
- (2015)

## Spoljašnje veze
- Zvanični sajt